# Hina Spani
Hina Spani   (Puan Partido, 15 de febrer de 1896 - Buenos Aires, 11 de juliol de 1969) nom artistic de Higinia Tunon. Va ser una soprano spinto argentina.
Va estudiar amb Amanda Campodónico a Buenos Aires. Va viatjar a Itàlia per estudiar amb Vittorio Mortatti a Milà.
Va debutar en La Scala com a Anna en Loreley el 1915 i al Teatre Colón com a Micaela, Nedda, Inés a L'africana de Meyerbeer. Allà va cantar fins al 1939 més de 70 rols com Amelia, Donna Elvira, Marguerite, Elena, Lauretta, Mathilde, Debora i Jaele d'Ildebrando Pizzetti, Maria Egiziaca d'Ottorino Respighi, Castor i Polux de Rameau, Giulio Cesare de Malipiero, incloent òperes argentines com La leyenda del urutaú, La sangre de las guitarras, Ilsey Tucumán i Raquela de Felipe Boero, i l'òpera basca de Jesús Guridi Amaya.
Va tenir una important carrera a l'Argentina, Xile, Espanya i Itàlia on va cantar, entre altres papers, Leonora (Il trovatore), Madame Butterfly, Marguerite (Faust), Tosca, Lady Macbeth, Elisabeth (Tannhäuser), Maddalena, Desdemona, Mimì, Marina, Sieglinde, Santuzza, Wally, Aida, Amelia i Giulietta (Riccardo Zandonai).
Es va retirar el 1940, encara que va continuar donant recitals fins al 1946.
Es va dedicar a l'ensenyament: va ser professora de la soprano Àfrica de Reptis. Va dirigir l'Escuela de Arte Escénico del Teatro Colón.

## Discografia
- Hina Spani - Recordings 1924-1931
- The Emi Record Of Singing Vol 3 - 1926-1939